# Milieu CTA
Pour les articles homonymes, voir CTA.
Le CTA (cystine trypticase agar) est un milieu de culture utilisé pour étudier de la voie d'attaque des glucides et éventuellement la mobilité.

## Composition ( pour 1 L de milieu )
- tryptone	20,0 g
- L-Cystine	0,5 g
- rouge de phénol	17 mg
- chlorure de sodium	5,0 g
- sulfite de sodium	0,5 g
- agar	2,5 g
- pH = 7,3

## Préparation
28,5g par litre. Autoclavage classique. Ajouter avant ou après autoclavage le glucide à raison d'une concentration finale de 10 g par litre.

## Lecture
Ce milieu est utilisé pour la mise en évidence du type respiratoire. L'observation de l'acidification éventuelle sur toute la hauteur du tube ensemencé en piqûre centrale permet de conclure. L'ensemencement de deux tubes dont un recouvert de vaseline stérile est inutile. Ce milieu sera préféré à celui de Hugh et Leifson pour des bactéries de culture difficile ou lente (anaérobies strictes et coques gram-positif). Les Entérobactéries peuvent parfois réalcaliniser rapidement le milieu en surface. La conclusion ne posera toutefois aucun problème.